# 銃剣道
銃剣道（じゅうけんどう）は、明治時代にフランスから伝来した西洋式銃剣術に日本の槍術の心技・剣道の理論等を合わせ、日本人向けに研究・改良されて成立した銃剣術が1956年（昭和31年）に近代スポーツとして競技武道化したもの。剣道のような防具を身に付けて竹刀の代わりに木銃（もくじゅう）を用いて相手と突き合う競技である。

## 歴史

### 幕末
日本では幕末に銃剣術が伝えられた。1841年（天保12年）、高島秋帆が武州徳丸ヶ原（現・東京都板橋区高島平）で行った日本初の洋式銃陣の公開演習の際、銃剣操練も実演された。本格的に採用されたのは明治維新後である。

### 旧日本軍の銃剣術

#### フランス式銃剣術採用期
大日本帝国陸軍発足後の1874年（明治7年）、フランス陸軍から体操教官として招聘されたジュクロー軍曹がフランス式剣術、銃剣術を紹介したが、本人は専門ではなかったため、普及するまでには至らなかったようである。
1884年（明治17年）、フランス陸軍から陸軍戸山学校に剣術教官として招聘されたド・ビラレー中尉、キエール軍曹が正剣術（フェンシングのフルーレ）、軍刀術（フェンシングのサーブル）、銃剣術を本格的に指導した。

#### 日本式銃剣術の制定
1887年（明治20年）、フランス人教官が解雇帰国すると、フェンシングや西洋式の銃剣術を取りやめ、日本の伝統的な剣術や槍術を元にした独自の軍刀術・銃剣術を制定する動きが起こった。銃剣術については、まだ槍術が指導されていた宮内省済寧館に戸山学校教官が派遣され、槍術が研究された。
1890年（明治23年）、戸山学校長・大久保春野大佐は、フランス式剣術・銃剣術の廃止と日本式軍刀術・銃剣術の制定を決定した。その後、戸山学校体操科長で剣術家（津田一伝流第2世）の津田教修大尉を中心に宝蔵院流槍術の伝書などを研究し、1894年（明治27年）、宝蔵院流や佐分利流などの日本の伝統的な槍術をもとにした日本独自の銃剣術が制定された。
1915年（大正4年）、槍術の払い技をもとにした技を加えるなどの改定が行われ、『陸軍剣術教範』の内容も改められた。1921年（大正10年）には、着剣（銃剣を小銃に装着）していない状態の銃剣を用いる戦技として、日本の伝統的な小太刀術をもとに短剣術（現・短剣道）も制定された。

#### 第二次大戦中の銃剣道

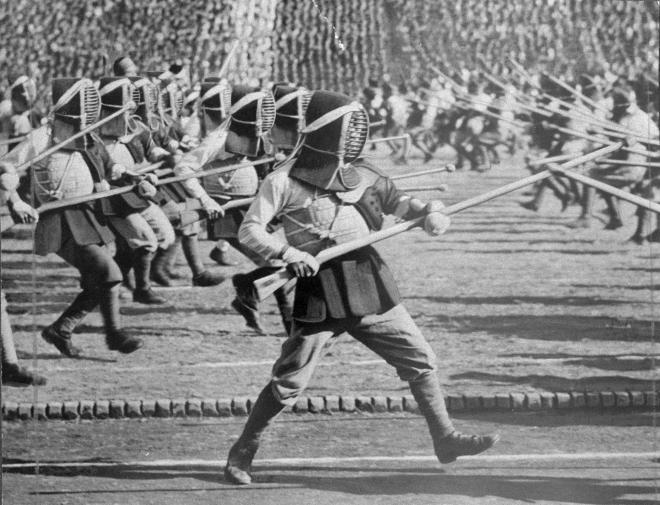
集団銃剣道を演ずる私学校の生徒（1942年）

1940年（昭和15年）、紀元二千六百年記念の橿原神宮大会から名称を「銃剣道」に改め、翌1941年（昭和16年）、大日本銃剣道振興会が設立された。
戦前の銃剣道は、名称変更された後も技法面では銃剣術と変わらず、教育機関でも指導された。太平洋戦争（大東亜戦争）末期の1944年（昭和19年）ごろから主に男性を中心に行われた竹槍の訓練（女性は薙刀の訓練が主であった）も、その内容は槍術ではなく銃剣術であった。このため現在でも年配者には、戦前の銃剣道や竹槍訓練を「銃剣術」および「銃槍術」と呼ぶことがある。
1945年（昭和20年）に敗戦すると、GHQ指令により武道が禁止された。

### 現代の銃剣道

#### 再興
占領終了後の1953年（昭和28年）、旧陸軍戸山学校関係者が戸山剣友会を設立し、東京都戸塚警察署の剣道場を借りて稽古を再開。これに呼応するかのように各県で銃剣道を再興する動きがあり、自衛隊においても銃剣道が体育の一部として採用された。
1956年（昭和31年）、銃剣道の全国組織として全日本銃剣道連盟が結成され、初代会長に旧陸軍大将今村均が就任。銃剣道は旧軍の象徴的種目という負のイメージで捉えられ、社会一般からは白眼視されたが、その後日本体育協会、日本武道協議会に加盟し、身体育成や精神修養を目的とする武道として再興した。

#### 競技者
一般部門も存在し排除されているわけではないが積極的な勧誘は行われておらず、自衛官が競技人口の大半を占め役員の多くも元幹部自衛官、一般部門も元自衛官やその親族が多いなど事実上『自衛隊関係者の競技』という状態である。一定の競技人口が維持されることから衰退こそないものの、参加者の大半が自衛官という状態 であり災害派遣などで参加者が激減し大会が中止されるという事態が度々起きている。
大学では国士舘大学や山梨学院大学、筑波大学、東北福祉大学など体育系の大学を中心に活動があり、防衛大学校と共に全日本学生選手権に参加している。
高等学校の部活動としては全国で10数校ほど存在している。その他剣友会などを通して全国大会に個人参加する者もある。
実業団としてはALSOKの銃剣道部がほぼ全ての大会に参加している。銃剣道部員は短剣道の有段者も多く、短剣道の大会にも参加している。

#### 自衛隊との関係
陸上自衛隊では、同自衛隊により制定された自衛隊銃剣格闘とともに訓練されている。航空自衛隊においても訓練されており、隊員は多くの場合段位を取得する。このことから、戦技的イメージを持たれることがあるが、全日本銃剣道連盟は「戦前の戦技的内容を払拭した競技武道」としており、一般に受け入れられやすいようにスポーツ色を強めようとしている。1998年（平成10年）、旧軍の体操服を思わせる白い筒袖の胴着（格技服）から、剣道と同じ紺色の袴へ変更された。ただし従来の格技服も平行して使用され続けている。

##### 自衛隊における銃剣道訓練による公務災害
自衛隊が発足以来、銃剣道の訓練中に死亡し、公務上の災害として認定された隊員が2名おり、2016年（平成28年）の1年間で、自衛隊員が銃剣道訓練で負傷し、公務上の災害と認定された件数は59件ある。

## 技法面の特徴
旧日本軍で用いられた日本式銃剣術は、槍術を参考に誕生したこともあり、小銃（歩兵銃）の長さを生かした突き技がもっとも重要視されて徹底的に訓練され、銃床での打撃技などはあまり重視されなかった。これは欧米人との体格差を考慮したものと思われる。
戦後、幾度かの教則改正（いわゆるルール改正）を経て、現在では特に左手で握ることができる位置が限定され、接近した場合での木銃（もくじゅう）を短くするように持つことや、左手を滑らせることにより遠くの相手へ剣先を届かせる「繰り突き」（槍をしごく動作）、または銃床部にあたる「床尾板」（しょうびばん）での打撃は禁止されている。

## 試合
銃剣道の試合は、おおむね剣道と同じ防具に左胸を保護する「裏布団」、肩を保護する「肩」を着装し、10m四方の試合場の中で、対戦相手の上胴・下胴（上下の別は相手の腕の上か下かに寄り、どちらも同じ左胸部分である）・喉・（左）小手・肩の5つの各部位を木銃（三八式歩兵銃に銃剣を着剣した長さで、先端にタンポを付けた木製の武道具。全長166cm）で突いて競技する。
実際の格闘戦では銃床部分で相手を殴打したりもするが、銃剣道での有効な攻撃は刺突のみであり、競技者は相手の木銃を払う、抑える、あるいはかいくぐるなどして競い合い勝敗を決する。ただし、有効な刺突は「心・気・体」が一致した場合のみとされ、その攻撃が有効である、または相手より優れていると審判員に判定されれば「一本」となり、三本勝負の場合、一本を2回先取した者が勝利する。また、有効刺突が無い場合、より「心・気・体」に優れていたと判断された競技者が、判定により優勢勝ちとなる。
試合の選手の呼称は、団体戦のページの選手の呼称を参照。

## 主な大会
- 全日本銃剣道選手権大会
- 国民体育大会銃剣道競技
- 全日本少年武道（銃剣道）錬成大会
- 全国銃剣道能美（石川県能美市）大会

## 段級位制・称号
全日本銃剣道連盟が段級位および称号（範士、教士、錬士）を授与している。